# Bleeding Through
Bleeding Through ist eine US-amerikanische Metalcore-Band aus Orange County, Kalifornien, die im Jahre 1999 gegründet wurde.

## Bandgeschichte
Anfangs setzte sich die Band aus Sänger Brandan „Sheep“ Schieppati, dem Lead-Gitarristen Javier Van Huss, dem Rhythmus-Gitarristen Scott Danough, dem Bassisten Chad Tafolla und dem Schlagzeuger Troy Born zusammen. Noch vor der ersten Veröffentlichung verließ Gitarrist Javier Van Huss die Band und Chad Tafolla wechselte vom Bass zur Lead-Gitarre.
2001 erschien ihr Debütalbum Dust of Ashes bei Prime Directive Records, den Bass übernahm Vijay Kumar. Chad Tafolla verließ die Band endgültig und wurde durch Brian Leppke ersetzt. Als sechstes Mitglied stieß Molly Street (Keyboard) dazu.
2002 erschien das nächste Album Portrait of the Goddess unter Indecision Records. Die Band startet nach der Veröffentlichung ihre erste große Tour, die insgesamt sieben Monate dauerte. Bis auf die Gitarristen Scott Danough und Brian Leppke sowie Shouter „Sheep“ wurden alle anderen Mitglieder ersetzt; durch Ryan Wombacher am Bass, Derek Youngsma am Schlagzeug und Marta Peterson am Keyboard. Nachdem Brandan Shiepatti seine andere Band Eighteen Visions verlassen hatte, konzentrierte er sich vollständig auf Bleeding Through und das Schreiben derer Texte.
2003 erscheint This Is Love, This Is Murderous auf Trustkill Records, jedoch wird es in Europa 2004 über Roadrunner Records veröffentlicht. Nach den Aufnahmen geht es auf Tour mit AFI und Hot Water Music durch die USA. Durch die Tour gewannen Bleeding Through eine immer höher werdende Bekanntheit, sowohl in den USA als auch international. Dies bestätigte sich spätestens als die Band im Juli 2004 auf dem legendären Ozzfest mit Größen wie Hatebreed, Slipknot und Slayer spielte. Zudem tourten sie im November als Vorband von Arch Enemy und Cradle of Filth durch Europa, um ihren dortigen Bekanntheitsgrad zu steigern. Danach gingen sie noch im Februar 2005 mit Cult of Luna auf Deutschland-Tournee. Im Frühjahr 2005 fingen die Arbeiten zu dem kommenden Album The Truth an, welches mit Rob Caggiano, dem ehemaligen Gitarristen der Thrash-Metal-Band Anthrax, produziert wurde.
Schließlich erschien The Truth im Januar 2006. Die Band begann sofort nach Beendigung der Aufnahmen wieder, zahlreiche Liveshows zu spielen, unter anderem mit Haste the Day und Every Time I Die. Im Frühjahr 2007 verließ Scott Danough die Band und wurde schnell durch Jona Weinhofen ersetzt. Dieser verließ seine eigene Band I Killed the Prom Queen, dessen Sänger kurz zuvor die Band verlassen hatte. Nachdem er zu Bleeding Through wechselte, löste sich die Band kurze Zeit später auf.
Für das folgende Studioalbum unterschrieb die Band einen Vertrag mit Nuclear Blast, um das Album in Europa veröffentlichen zu können. Declaration wurde am 26. September 2008 veröffentlicht, in den Vereinigten Staaten erschien es weiterhin bei Trustkill, jedoch erst am 30. September 2008. Produziert wurde das Album von Devin Townsend.
Im Mai 2009 gab die Band bekannt, das Jona Weinhofen selbige verlasse. Seinen Platz übernimmt seitdem Dave Nassie, ehemaliger Gitarrist von No Use for a Name.
Am 13. April des Jahres 2010 erschien das selbstbenannte Album Bleeding Through. Es folgten unter anderem Touren durch Europa mit Hatebreed und Machine Head.
Am 14. Mai 2011 gab die Band bekannt, man werde ein neues Album mit dem Titel „The Great Fire“ veröffentlichen. Dieses erschien am 31. Januar 2012. Im Jahr 2013 gab die Gruppe ihre Auflösung bekannt.
Nachdem es jahrelang ruhig um die Gruppe geworden war, wurden Anfang des Jahres 2018 Gerüchte laut, dass Bleeding Through wieder aktiv seien. Im Frühjahr des Jahres 2018 wurde bekannt, dass die Musiker einen Plattenvertrag mit SharpTone Records unterschrieben haben und kündigten mit Love Will Kill All ihr erstes Album seit sechs Jahren für den 25. Mai 2018 an.

## Stil
Die Band spielte zunächst Hardcore mit starken Death-Metal-Einflüssen, heute spielt sie Metalcore mit Elementen des Death Metals, Hardcores und Black Metals.

## Diskografie

### Studioalben
- 2001: Dust to Ashes (Prime Directive Records)
- 2002: Portrait of the Goddess (Indecision Records)
- 2003: This Is Love, This Is Murderous (Trustkill Records; Wiederveröffentlichung 2005, Roadrunner Records)
- 2006: The Truth (Trustkill Records/Roadrunner Records)
- 2008: Declaration (Trustkill Records/Nuclear Blast Records)
- 2010: Bleeding Through  (Rise Records/Roadrunner Records)
- 2012: The Great Fire (Rise Records)
- 2018: Love Will Kill All (SharpTone Records)
- 2025: Nine (SharpTone Records)

### EPs
- 2022: Rage

### Videoalben
- 2004: This Is Live, This Is Murderous (Kung Fu Records)
- 2005: Wolves Among Sheep (Trustkill Records)

### Demos
- 2000: Demo